# 斯特凡·霍克
斯特凡·霍克（德語：Stephan Hocke，1983年10月20日—），德国男子跳台滑雪运动员。他曾代表德国参加2002年冬季奥林匹克运动会跳台滑雪比赛，获得男子团体高跳台金牌。